# Vesleknausen
Vesleknausen är en kulle i Antarktis. Den ligger i Östantarktis. Norge gör anspråk på området. Toppen på Vesleknausen är 110 meter över havet.